# سيسيل وايت
سيسيل وايت (بالإنجليزية: Cecil White)‏ (3 نوفمبر 1860 في المملكة المتحدة - 14 يوليو 1948) هو لاعب كرة قدم بريطاني (وحمل سابقاً جنسية المملكة المتحدة لبريطانيا العظمى وأيرلندا) في مركز نصف الجناح. شارك مع منتخب إنجلترا لكرة القدم. أما مع النوادي، فقد لعب مع Corinthian F.C. ‏.

## وصلات خارجية
- سيسيل وايت على موقع قاعدة بيانات كرة القدم.إي يو (الإنجليزية)
- سيسيل وايت على موقع ناشيونال فوتبول تيمز (الإنجليزية)